# Азимов, Асад Вахабович
Асад Вахабович Азимов (9 октября 1927, Андижан, Узбекская ССР, СССР — 23 ноября 1995, Ташкент, Узбекистан) — советский и узбекский певец и педагог. Народный артист Узбекской ССР (1978).

## Биография
Родился Асад Вахабович Азимов 9 октября 1927 года в Андижане.
Начинал сценическую деятельность в 1938 году, играя роли в Андижанском детском театре.
С 1941 года работал в Узбекском музыкальном театре имени Мукими.
В 1943—1947 годах — в Уйгурском театре музыкальной драмы и комедии.
В 1953 году окончил Московскую консерваторию у Д. И. Тонского, с того же года работал солистом Узбекского театра оперы и балета.
Был членом Коммунистической партии Советского Союза с 1960 года.
С 1960 года преподавал пение в Театрально-художественном институте в Ташкенте, с 1975 года работал там заведующим кафедрой, затем — доцентом с 1977 года.
Поставил оперы «Евгений Онегин» и «Искатели жемчуга».
Умер 23 ноября 1995 года в возрасте 68 лет в Ташкенте.

## Творчество

### Вокальные партии
- Ленский, Юродивый, Фауст, Вертер, Рудольф («Богема»)
- Тахир («Тахир и Зухра»)
- Улугходжа («Дилором»)
- Абдуль Лятив («Улугбек»)
- Олег Кошевой («Молодая гвардия»)
- Сафонов («Русские люди»)

### Фильмография
- 1968 — Дилором — Улугходжа (вокал)

## Награды
- 1978 — Народный артист Узбекской ССР